# Rugby à XIII en Serbie

Logo du championnat serbe de rugby à XIII.

Le rugby à XIII est un sport pratiqué en Serbie depuis 1953 et qui compte aujourd'hui plus de 250 licenciés amateurs dont une majorité de jeunes. Les villes de Belgrade et Novi Sad sont considérées comme les deux principaux berceaux du rugby à XIII serbe et pourvoient régulièrement le pays en joueurs.

## Histoire
Le rugby à XIII fut introduit en république fédérative socialiste de Yougoslavie en 1953 par le secrétaire de l'association sportive yougoslave Dragan Maršićević. Le premier match disputé en Yougoslavie eut lieu le 26 novembre 1953 à Belgrade et opposa une sélection d'étudiants français à une sélection régionale de Provence. Le match fut organisé par la Fédération française de rugby à XIII qui vit en cet événement une occasion de promouvoir le rugby à XIII en Yougoslavie.
Le Partizan fut fondé à Belgrade le 1er novembre 1953 et devint le premier club yougoslave de rugby à XIII, rejoint deux mois plus tard par le Radnički. Les deux équipes s'affrontèrent pour la première fois le 26 avril 1954 ; match remporté 21-11 par le Partizan. En 1961, l'équipe de Yougoslavie disputa son unique match contre une équipe amateure française à Banja Luka et s'inclina 13-0.
Le rugby à XIII fit son retour officiel en république fédérale de Yougoslavie en 2001 avec la création de la Fédération yougoslave de Rugby à XIII. Le journaliste Slaviša Milenković fut alors désigné président. Le premier championnat de Yougoslavie fut inauguré le 10 novembre 2001 par une compétition mettant aux prises des équipes de Belgrade et qui vit le club de Dorćol s'imposer.
La Serbie a très vite formé des joueurs prometteurs ayant tenté leur chance à l'étranger, c'est ainsi que les jeunes Dalibor Vukanović et Soni Radovanović ont respectivement rejoint les National League Two et National League Three anglaises. De son côté, Zoran Pešić rejoignit les Warrington Wizards de National League Three et fut nommé aux RLIF Awards dans la catégorie Meilleur espoir. Luka Simeunović, né en Angleterre mais d'origine serbe et international serbe, remporta la Senior Academy Cup des moins de 21 ans en tant que capitaine de la Halifax RLFC Academy.

## Équipe nationale
L'équipe de Serbie, alors représentée par l'équipe de Serbie-et-Monténégro, joua les éditions 2003 et 2004 de la Coupe de la Méditerranée. En 2005, elle participa au tournoi qualificatif pour la Coupe d'Europe des nations aux côtés des Pays-Bas et de la Géorgie. En 2006, elle disputa le tournoi qualificatif pour la Coupe du monde face aux Pays-Bas, à la Russie et à la Géorgie.
Le 12 août 2006, la Serbie remporta son premier trophée, la Coupe slave, après avoir battu la République tchèque à Prague. Le 28 octobre de la même année, elle disputa le premier match de rugby à XIII sur sol grec face à une sélection grecque composée en majorité de joueurs australiens d'origine grecque.
En mars 2007, l'équipe nationale serbe battit le British Prison Service 44-24 et remporta le trophée de Belgrade. Du 1er au 27 juin, Belgrade hébergea la Coupe d'Europe des moins de 16 ans et l'équipe de Serbie termina à la quatrième place.
Depuis 2007, la Serbie dispute le Bouclier européen, une nouvelle compétition de rugby à XIII.

## Championnat
Le championnat de Serbie est la compétition la plus relevée de rugby à XIII du pays. Les Dorćol Spiders ont remporté 9 titres depuis 2002 et tiennent régulièrement le rôle de favori. Parmi les principaux outsiders se trouvent les clubs de Podbara Novi Sad et de l'Étoile Rouge. L'équipe de Podbara Novi Sad, qui fut fondée par les étudiants de la faculté de sciences politiques de Belgrade, est considérée comme la meilleure équipe étudiante de Serbie.